# Узбережжя скелетів
«Узбережжя скелетів» (англ. Coast of Skeletons) — пригодницький фільм 1965 року спільного виробництва Великої Британії та ПАР режисера Роберта Лінна з Річардом Тоддом і Дейлом Робертсоном у головних ролях. Стрічка є продовження фільму «Смертельні барабани вздовж ріки» 1963 року. Як і в попередньому творці використали персонажів роману Едгара Воллеса 1911 року «Сандерс з ріки» та фільму Золтана Корда 1935 року з однойменною назвою, знятого за цим же романом, хоча сюжет зовсім інший. «Узбережжя скелетів» вийшов у Німеччині як «Sanders und das Schiff des Todes» (укр. «Сандерс і Корабель смерті»).

## Сюжет
Після здобуття незалежності неназвана британська колонія розграбує британські поліційні сили, де Комісар Гаррі Сандерс працював багато років. Сандерс повертається до Лондона, де незабаром знаходить роботу в страховій компанії, яка хоче, щоб він контролював проєкт пов'язаний з видобуванням алмазів на мілководді південно-західної Африки.
Сандерс незабаром розуміє, що його втягнули у павутиння страхового шахрайства: таємне полювання за золотими зливками Другої світової війни, а також любовний трикутник між яскравим американським розвідником алмазів, колишнім німецьким командувачем U-Boat, який працює на США та його дуже молодою дружини.

## У ролях
| Актор             | Роль                  |
| ----------------- | --------------------- |
| Річард Тодд       | комісар Гаррі Сандерс |
| Дейл Робертсон    | Ей Джей Магнус        |
| Гейнц Драше       | Джані фон Кольц       |
| Маріанне Кох      | Хельга                |
| Дерек Німмо       | Том Гамільтон         |
| Габріель Байман   | Чарлі Сінгер          |
| Ельга Андерсен    | Елізабет фон Кольц    |
| Джордж Ліч        | Карло Сетон           |
| Гордон Малголланд | спікер                |
| Джош дю Тойт      | Гайо Петерсен         |
| Дітмар Шенхер     | Піт ван Гаутен        |

## Створення фільму

### Виробництво
Знімання фільму відбувалося у Намібії та Південно-Африканській Республіці.

### Знімальна група
- Кінорежисер — Роберт Лінн
- Сценарист — Гаррі Алан Таверс
- Кінопродюсер — Гаррі Алан Таверс
- Композитор — Крістофер Велен
- Кінооператор — Стівен Дейд
- Кіномонтаж — Джон Трампер
- Художник-костюмер — Луїс Ферауд[1]

## Сприйняття
Рейтинг фільму на сайті Internet Movie Database — 4,8/10 (180 голосів).